# Моремоголо
Моремоголо (англ. Moremoholo) — одна з місцевих громад, що розташована в районі Мокотлонг, Лесото. Населення місцевої громади у 2006 році становило 9 694 особи.